# Poli-hidrâmnio

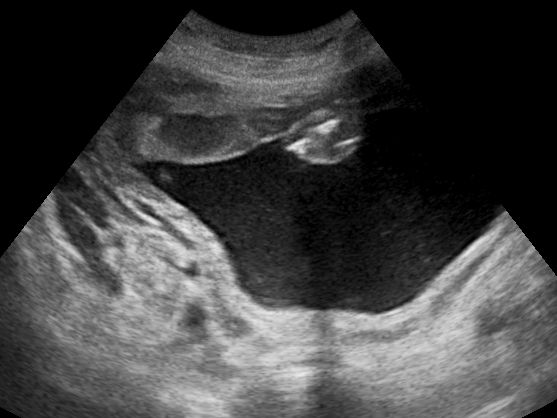
O diagnóstico é feito por ecografia, pois permite ver grande quantidade de líquido ao redor do feto.

Poli-hidrâmnio (ou polidrâmnio) é uma condição médica na qual há excesso de líquido amniótico no saco amniótico. Essa alteração acontece em 1% das gravidezes, e é tipicamente diagnosticada quando o índice de líquido amniótico é superior a 24 cm.
O contrário de polidrâmnio é o oligodrâmnio, doença em que existe uma quantidade insuficiente de líquido amniótico.

## Tipos
Há duas grandes variações clínicas do polidrâmnio:
- Polidrâmnio crônico, em que o excesso de líquido amniótico acumula-se gradualmente
- Polidrâmnio agudo, em que o excesso de líquido amniótico acumula-se rapidamente

## Causas
O excesso de líquido amniótico pode ser causado por infecções intrauterinas, diabetes materna causando hiperglicemia com poliúria no feto, doença hemolítica do recém-nascido por incompatibilidade do fator Rh do sangre da mãe com o fetal,  por síndrome da transfusão intergemelar, por alteração pode ocorrer quando o feto não é capaz de engolir a quantidade suficiente de líquido amniótico devido a diversos problemas gastrointestinais, neurológicos ou renais ou pode ser por relacionados ao aumento da produção desse líquido, como transtornos pulmonares do feto.
É mais comum após múltiplas gestações.

## Tratamento
Quando não causa sintomas pode-se apenas controlar a gravidez com mais consultas para diagnosticar as possíveis causa. Antiácidos podem tratar refluxo gastroesofágico e náusea associados, se necessário. Pode-se remover um pouco de líquido com uma amniocentese terapêutica e usar o líquido para investigar doenças no feto, essa técnica é conhecida como amniorredução.